# Renee Montgomery
Renee Danielle Montgomery (* 2. Dezember 1986 in St Albans, West Virginia, Vereinigte Staaten) ist eine professionelle Basketball-Spielerin. Seit 2018 spielt sie wieder für die Atlanta Dream in der Women’s National Basketball Association.

## Karriere

### College (2005 bis 2009)
Montgomery studierte von 2005 bis 2009 an der University of Connecticut, wo sie 2009 ihren Abschluss in Kommunikationswesen machte. Während ihrer Zeit am College spielte McCoughtry auch für das Damen-Basketballteam der Universität den Connecticut Huskies. In ihrer Freshman-Saison stand sie in 35 von 37 Saison-Spielen in der Startformation der Huskies. Ihre erste Saison beendete sie mit einem Schnitt von 8,9 Punkten, 3,3 Assists und 1,7 Steals pro Spiel. Für diese gute Leistung wurde sie zum BIG EAST Freshman of the Year ernannt. Bereits in ihrem Sophomore-Jahr stand sie in allen 36 Saison-Spielen in der Startformation der Huskies. Im Laufe der Saison erzielte sie vier Mal über 20 Punkte in einem Spiel. Am Ende kam sie auf einen Schnitt von 13,3 Punkten und 4,5 Assists pro Spiel. Damit war sie in beiden Wertungen die mannschaftsbeste. Mit den Huskies erreichte sie in diesem Jahr das Finale der regionalen Meisterschaft, wo sie jedoch klar der Mannschaft der Louisiana State University geschlagen geben musste. Am Ende der Saison wurde sie in das All-BIG EAST First Team berufen. Im Sommer 2007 holte sie mit dem U-20 Nationalteam der Vereinigten Staaten die Gold-Medaille bei den FIBA U-20 Championship in Mexiko. In ihrer Junior-Saison spielte sie erstmals auch auf der Position des Shooting Guard, als sich Mel Thomas wegen einer Verletzung die Saison frühzeitig beenden musste. Renee schaffte es in dieser Saison ihren Punkteschnitt auf 14,1 pro Spiel zu erhöhen, außerdem wurde sie wieder in das All-BIG EAST First Team gewählt. Am 21. Januar erzielte sie gegen die University of North Carolina ihren 1.000 Punkt für die Huskies. Renee erreichte mit den Huskies erstmals die Final Four, wo sie mit den Huskies jedoch der Basketballmannschaft der Stanford University unterlagen. In ihrer Senior-Saison gewann sie mit den Huskies jedes Spiel und gewann somit erstmals die NCAA Division I Basketball Championship. Mit ihrem Schnitt von 15,8 Punkten und 5,2 Assists pro Spiel hatte sie maßgeblichen Anteil an diesem Erfolg.

### WNBA (seit 2009)
Wegen ihrer herausragenden Leistungen für die Huskies wurde sie bei der WNBA Draft 2009 von den Minnesota Lynx an der insgesamt vierten Stelle ausgewählt. In der ersten Saison stand sie in allen 34 Spielen auf dem Platz und gehört dabei neunmal zur Startformation der Lynx. Sie wurde nach ihrer Premieren-Saison in das WNBA-All-Rookie-Team gewählt. 2009 erzielte sie in durchschnittlich 22,5 Spielminuten 9,0 Punkte pro Spiel. Vor der Saison 2010 wechselte sie zum Team der Connecticut Sun für die sie insgesamt fünf Spielzeiten bestritt. 2011 erreichte sie erstmals mit dem Team die WNBA-Playoffs. Dabei stand sie zu Beginn der Zeit bei dem Team regelmäßig in der Starting Five der Sun und erzielte zumindest in den ersten vier Spielzeiten mehr als 10 Punkte pro Spiel. Nach einer Saison ohne Einsatz in der Startformation begann sie 2015 die Saison bei den Seattle Storm. Im Saisonverlauf wechselt Montgomery im Rahmen eines Trades zurück zum Team der Minnesota Lynx. In dieser Saison bestritt sie 36 Spiele in der regulären Saison und zählt damit zu den ganz wenigen Spielerinnen die mehr als 34 Saisonspiele in einem Jahr bestritten. In der Saison 2015 gewann sie mit dem Team aus Minnesota auch den WNBA-Meisterschaft und konnte damit ihren größten Mannschaftserfolg feiern. In Minnesota war sie dabei eine wichtige Ergänzungsspielerin im erfolgreichen Team der Lynx. Nachdem sie mit den Lynx im Finale der Saison 2016 knapp an dem Team der Los Angeles Sparks gescheitert war, konnte das Team der Lxny in der folgenden Saison den Spieß umdrehen und die Finalserie gegen den Gegner aus LA in fünf Spielen für sich entscheiden und so eine weitere Meisterschaft für das Team und die zweite für Montgomery erspielen. Seit der Saison 2018 spielt Montgomery für das Team der Atlanta Dream. Dort steht sie auch wieder regelmäßig in der Startformation.

### Europa
In der Saisonpause der WNBA spielt Renee Montgomery wie viele WNBA-Spielerinnen in Europa. Sie stand dabei für Teams aus Litauen, Ungarn, Russland und der Türkei auf dem Platz. Zuletzt spielte sie in der Saison 2014/15 dabei für das russische Team von BC Chevakata Vologda
.

### Nationalmannschaft
Obwohl Montgomery erfolgreich mit der Juniorinnen-Nationalmannschaft der USA spielte, kam sie bei keinem großen Turnier für Damen-Basketballnationalmannschaft der Vereinigten Staaten zum Einsatz. Mit dem US-Team gewann sie die U-20-Basketball-Amerikameisterschaften der Damen 2006.